# Stazione di Alano-Fener-Valdobbiadene
La stazione di Alano-Fener-Valdobbiadene è una stazione ferroviaria posta sulla linea Calalzo-Padova. Serve il centro abitato di Fener, frazione del comune di Setteville, e il comune limitrofo di Valdobbiadene.

## Movimento
La stazione è servita da treni regionali svolti da Trenitalia nell'ambito del contratto di servizio stipulato con le regioni interessate.